# Sommer-Paralympics 2008/Teilnehmer (Thailand)
| stlisierte Goldmedaille | stlisierte Silbermedaille | stlisierte Bronzemedaille |
| ----------------------- | ------------------------- | ------------------------- |
| 1                       | 5                         | 7                         |

Thailand nahm mit 45 Sportlern an den Sommer-Paralympics 2008 im chinesischen Peking teil.
Fahnenträger bei der Eröffnungsfeier war der Leichtathlet Supachai Koysub. Der erfolgreichste Teilnehmer der Mannschaft war der Leichtathlet Prawat Wahoram mit einer Gold-, drei Silber- und einer Bronzemedaille.

## Teilnehmer nach Sportarten

### Boccia
Frauen
- Ratchanee Sukkarath
- Vilasinee Sukkarath
- Tanimpat Visaratanunta

Männer
- Samran Praphan
- Akarapol Punsnit
- Songwoot Visaratanunta

### Bogenschießen
Männer
- Sakon Inkaew
- Sathien Phimthong
- Suthi Raksamai

### Judo
Frauen
- Kannika Aimthisung

### Leichtathletik
Männer
- Visuit Chandoong
- Sopa Intasen
- Ekkachai Janthon
- Kitsana Jorchuy
- Saichon Konjen *, 2×  (100 Meter, 200 Meter; Klasse T54), 1×  (400 Meter; Klasse T54)
- Supachai Koysub *, 1×  (100 Meter, Klasse T54)
- Porntepprasit Krainara
- Pichet Krungget *
- Jakkrit Punthong
- Peth Rungsri, 1×  (200 Meter, Klasse T52)
- Ampai Sualuang
- Khachonsak Thamsophon
- Prawat Wahoram *, 1×  (5000 Meter, Klasse T54), 1×  (1500 Meter, Klasse T54), 1×  (800 Meter, Klasse T54)

|* Staffelwettbewerbe
| Männer 4×100 Meter Klasse T53/54 (Silber )                            | Männer 4×400 Meter Klasse T53/54 (Silber )                            |
| --------------------------------------------------------------------- | --------------------------------------------------------------------- |
| - Saichon Konjen - Supachai Koysub - Pichet Krungget - Prawat Wahoram | - Saichon Konjen - Supachai Koysub - Pichet Krungget - Prawat Wahoram |

### Powerlifting (Bankdrücken)
Frauen
- Samkhoun Anon, 1×  (Klasse bis 52 kg)
- Arawan Bootpo
- Phikul Chareonying

Männer
- Narong Kasanun, 1×  (Klasse bis 52 kg)
- Thongsa Marasri
- Choochat Sukjarern
- Prasit Thongdee

### Rollstuhlfechten
Frauen
- Saysunee Jana, 1×  (Degen Einzel, Kategorie B)

Männer
- Korakod Saengsawang

### Rollstuhltennis
Männer
- Suthi Khulongrua
- Sumrerng Kruamai

### Schießen
Männer
- Sungvoy Makcium

### Schwimmen
Männer
- Somchai Duangkeaw
- Rattaporn Jearchan
- Voravit Kaewkham
- Panom Lagsanaprim
- Prasit Marnnok
- Prajim Rieangsantiea
- Taweesook Samuksaneeto
- Kitipong Sriboonrueng

### Tischtennis
Männer
- Wanchai Chaiwut
- Rungroj Thainiyom